# Московський час
| синій       | Західноєвропейський час (WET, GMT) (UTC+0) Західноєвропейський літній час (WEST, BST, IST) (UTC+1) |
| фіолетовий  | Західноєвропейський час (WET, GMT) (UTC+0)                                                         |
| червоний    | Центральноєвропейський час (CET) (UTC+1) Центральноєвропейський літній час (CEST) (UTC+2)          |
| жовтий      | Східноєвропейський час (EET) / Калінінградський час (UTC+2)                                        |
| буро-жовтий | Східноєвропейський час (EET) (UTC+2) Східноєвропейський літній час (EEST)(UTC+3)                   |
| зелений     | Далекосхідноєвропейський час (FET)/Московський час (MSK) (UTC+3)                                   |

| USZ1 | Калінінградський час | MSK-1 (UTC+2)  | 20:24 |
| MSK  | Московський час      | MSK (UTC+3)    | 21:24 |
| SAMT | Самарський час       | MSK+1 (UTC+4)  | 22:24 |
| YEKT | Єкатеринбурзький час | MSK+2 (UTC+5)  | 23:24 |
| OMST | Омський час          | MSK+3 (UTC+7)  | 00:24 |
| KRAT | Красноярський час    | MSK+4 (UTC+7)  | 01:24 |
| IRKT | Іркутський час       | MSK+5 (UTC+8)  | 02:24 |
| YAKT | Якутський час        | MSK+6 (UTC+9)  | 03:24 |
| VLAT | Владивостоцький час  | MSK+7 (UTC+10) | 04:24 |
| MAGT | Магаданський час     | MSK+8 (UTC+11) | 05:24 |
| PETT | Камчатський час      | MSK+9 (UTC+12) | 06:24 |

Моско́вський час (рос. Московское время, MSK) — назва в Росії для часового поясу UTC+3. Сезонних змін часу в даному поясі немає.
Між 1 вересня 2011 та 26 жовтня 2014 рр. відповідав UTC+4 цілорічно, до того — UTC+3 зі щорічним переведенням стрілки годинника в останню неділю березня о 2:00 на одну годину вперед (літній час) та в останню неділю жовтня о 2:00 на одну годину назад.

## Території використання
- Росія — част.:
  - Адигея
  - Дагестан
  - Інгушетія
  - Кабардино-Балкарія
  - Калмикія
  - Карачаєво-Черкесія
  - Карелія
  - Комі
  - Марій Ел
  - Мордовія
  - Північна Осетія
  - Татарстан
  - Чечня
  - Чувашія
  - Краснодарський край
  - Ставропольський край
  - Архангельська область
  - Бєлгородська область
  - Брянська область
  - Владимирська область
  - Вологодська область
  - Воронезька область
  - Івановська область
  - Калузька область
  - Кіровська область
  - Костромська область
  - Курська область
  - Ленінградська область
  - Липецька область
  - Московська область
  - Мурманська область
  - Нижньогородська область
  - Новгородська область
  - Орловська область
  - Пензенська область
  - Псковська область
  - Ростовська область
  - Рязанська область
  - Саратовська область
  - Смоленська область
  - Тамбовська область
  - Тверська область
  - Тульська область
  - Ярославська область
  - Москва
  - Санкт-Петербург.
- Україна — тимчасово окуповані території Росією:
  - частини Донецької та Луганської областей («ДНР» та «ЛНР»),
  - АР Крим та Севастополь
- Грузія — окуповані Росією території:
  - Абхазія
  - Південна Осетія

## Історія
Сонячний час Москви — UTC+2:30:20. Сонячний час діяв тут до 1 січня 1880 року.
1 січня 1880 року час було уточнено і тепер Московський час був на 2:30 попереду Гринвіча.
Чергове уточнення у липні 1916 року призвело до різниці часу 2:30:48. У цій часовій зоні і відбувалися переходи на літній час 1917—1919 рр.:
| Дата, час (станд.)    | Зміна                                                 | Нова різниця з Гринвічем |
| --------------------- | ----------------------------------------------------- | ------------------------ |
| 1 липня 1917 23:00    | Введення літнього часу (1 год.)                       | +3:30:48                 |
| 27 грудня 1917 23:00  | Скасування літнього часу (0 год.)                     | +2:30:48                 |
| 31 травня 1918 22:00  | Введення літнього часу (2 год.)                       | +4:30:48                 |
| 15 вересня 1918 23:00 | Скорочення літнього часу (1 год.)                     | +3:30:48                 |
| 31 травня 1919 22:00  | Збільшення літнього часу (2 год.)                     | +4:30:48                 |
| 1 липня 1919 0:00     | Скорочення літнього часу (1 год.), зміна часової зони | +4:00:00                 |

У середині 1919 року Москва остаточно приєднується до міжнародної системи часових зон — з 1 липня 1919 року до 1 жовтня 1922-го стандартний час Москви UTC+3. Однак терміни дії літнього часу залишаються неврегульованими:
| Дата, час (станд.)    | Зміна                             | Нова різниця з Гринвічем |
| --------------------- | --------------------------------- | ------------------------ |
| 1 липня 1919 1:29:12  | Зміна літнього часу (1 год.)      | +4:00                    |
| 15 серпня 1919 23:00  | Скасування літнього часу (0 год.) | +3:00                    |
| 14 лютого 1921 23:00  | Введення літнього часу (1 год.)   | +4:00                    |
| 20 березня 1921 22:00 | Збільшення літнього часу (2 год.) | +5:00                    |
| 31 серпня 1921 22:00  | Скорочення літнього часу (1 год.) | +4:00                    |
| 30 вересня 23:00      | Скасування літнього часу (0 год.) | +3:00                    |

З 30 вересня 1922 р. у Москві було встановлено поясний час другого годинного поясу (Східноєвропейський час), оскільки вона знаходилася на східному краї цього поясу (хоч зараз вважається, що її слід відносити до третього поясу навіть географічно, оскільки її центр розташовується там).

### Декретний час (UTC+3)
З червня 1930 року був введений так званий декретний час, за яким час у всіх зонах СРСР збільшувався на 1 годину. Відповідно, стандартний час Москви і зони дії Московського часу (союзні республіки: Україна, Білорусь, Росія — АРСР: Карелія, області: Західна (Смоленськ), Ленінградська)
становив UTC+3.
У роки Другої світової війни зона дії Московського часу поширилася на Естонію, Латвію, Литву та Молдову, які стали новими союзними республіками у складі СРСР, а також на Західну Україну та Західну Білорусь (у період німецької окупації тут і на решті окупованих земель діяв Середньоєвропейський час).

### Літній час в СРСР
З 1981 року в СРСР використовувався літній час. У 1981—1984 роках він вводився опівночі 1 квітня, а скасовувався опівночі 1 жовтня. З осені 1984 року час переходів було змінено: з останньої неділі березня до останньої неділі вересня о 2 годині за стандартним часом.
У 1982—1986 роках зона дії Московського часу була суттєво розширена — сюди було приєднано територію третього годинного поясу (декретний UTC+4), за винятком Удмуртії, Самарської та Кіровської областей, які ввели Московський час навесні 1989 року, а також республіку Комі та всю Архангельську області (які до цього жили за UTC+5).
Проте з 1989 року почалися нові зміни. 26 березня Естонська та Латвійська РСР, 5 травня 1990 Молдавська РСР, 1 липня 1990 р. — Українська РСР скасували декретний час. Навесні 1991 року було прийнято відмовитися від декретного часу на всій території СРСР. 31 березня стрілки не переводилися, адже літній час було збережено. Московський час став дорівнювати UTC+2. Водночас було зайвим скасовувати декретний час на територіях колишніх третього та четвертого поясів, адже фактичне його скасування сталося ще у 80-их роках. Так, після скасування літнього часу 29 вересня час у Республіці Комі став на дві години позаду поясного.

### Зміни в Російській Федерації
8 січня 1992 року у Росії було прийнято закон, за яким декретний час було відновлено у більшості суб'єктів федерації, зокрема, і в зоні UTC+2. Відтепер Московський час становив UTC+3 і діяв на територіях: республіки Адигея, Дагестан, Інгушетія, Кабардино-Балкарія, Калмикія, Карачаєво-Черкесія, Карелія, Комі, Марій Ел, Мордовія, Північна Осетія, Татарстан, Чечня, Чувашія, краї Краснодарський і Ставропольський, області Архангельська, Астраханська, Бєлгородська, Брянська, Владимирська, Волгоградська, Вологодська, Воронезька, Івановська, Калузька, Кіровська, Костромська, Курська, Ленінградська, Липецька, Московська, Мурманська, Нижньогородська, Новгородська, Орловська, Пензенська, Псковська, Ростовська, Рязанська, Саратовська, Смоленська, Тамбовська, Тверська, Тульська, Ульяновська, Ярославська, міста Москва та Санкт-Петербург.
З весни 2010 року по осінь 2014 року сюди також відносилися Республіка Удмуртія та Самарська область.
Впродовж 1992—2010 років використовувався літній час — з останньої неділі березня (02:00) до останньої неділі жовтня (до 1995 включно — вересня) (02:00) — на одну годину (UTC+4).
27 березня 2011 року часова зона Московського часу була змінена на UTC+4. Літній час з 2011 року не використовується. Офіційно зміну встановлено федеральним законом, що набув чинності 1 вересня 2011 року. І між 1 вересня 2011 та 26 жовтня 2014 роками відповідав UTC+4 цілорічно, до того — UTC+3 зі щорічним переведенням стрілки годинника в останню неділю березня о 02:00 на одну годину вперед (літній час) та в останню неділю жовтня о 02:00 на одну годину назад. Однак 1 липня 2014 року до нього були внесені зміни, відповідно до яких з 26 жовтня 2014 року Московський час став дорівнювати UTC+3.

### Зміни в Україні внаслідок окупації частини території
В результаті анексії Криму та тимчасової окупації деяких частин Донецької і Луганської областей у березні — квітні 2014 року час на цих територіях протизаконно змінено з Київського (де взимку діє UTC+2, а влітку — UTC+3) до так званого «Московського» (де UTC+3 — цілорічний).